# Сардинский зиккурат

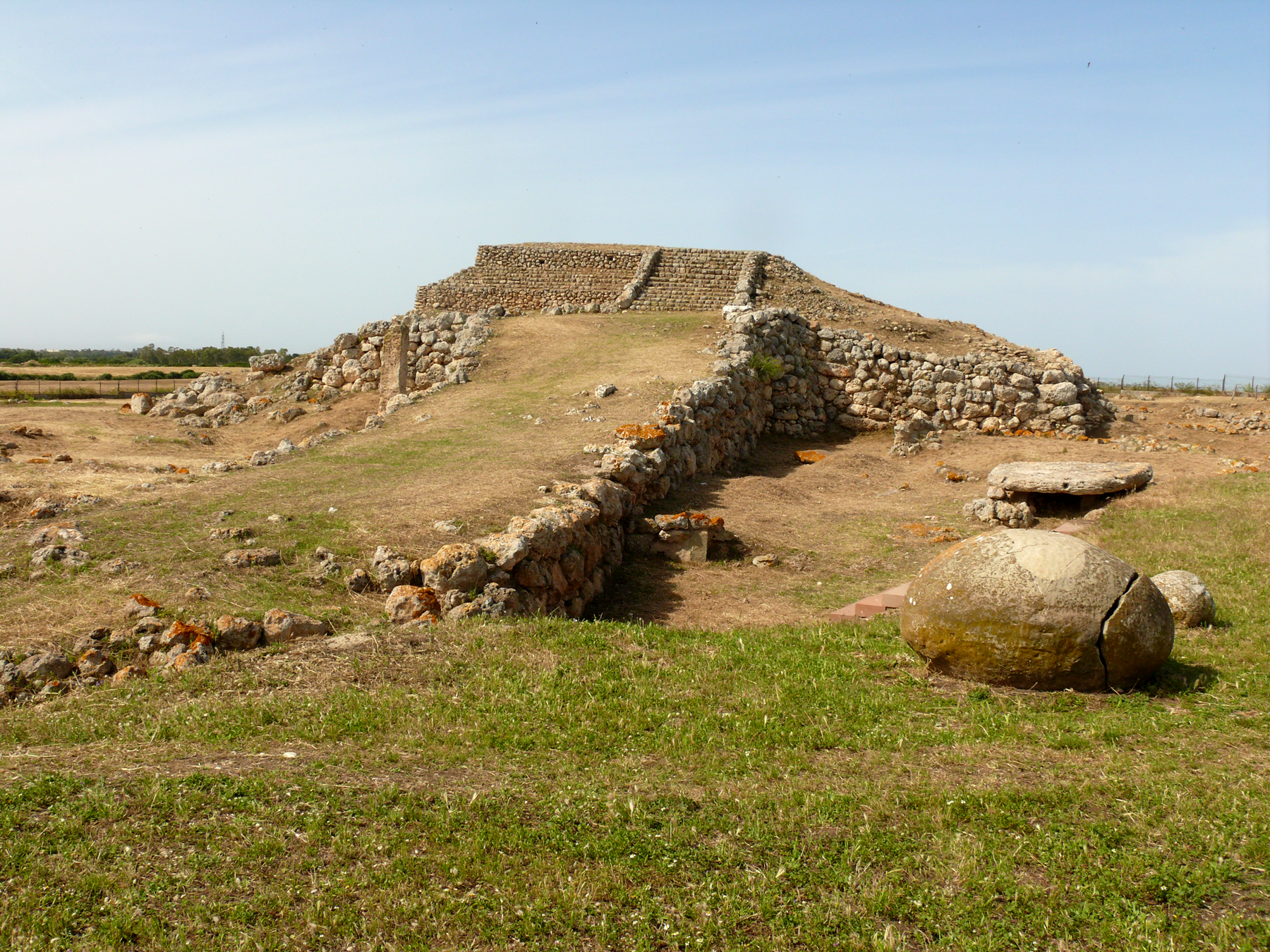
панорамный обзор Сардинского зиккурата в Монте-Дакодди

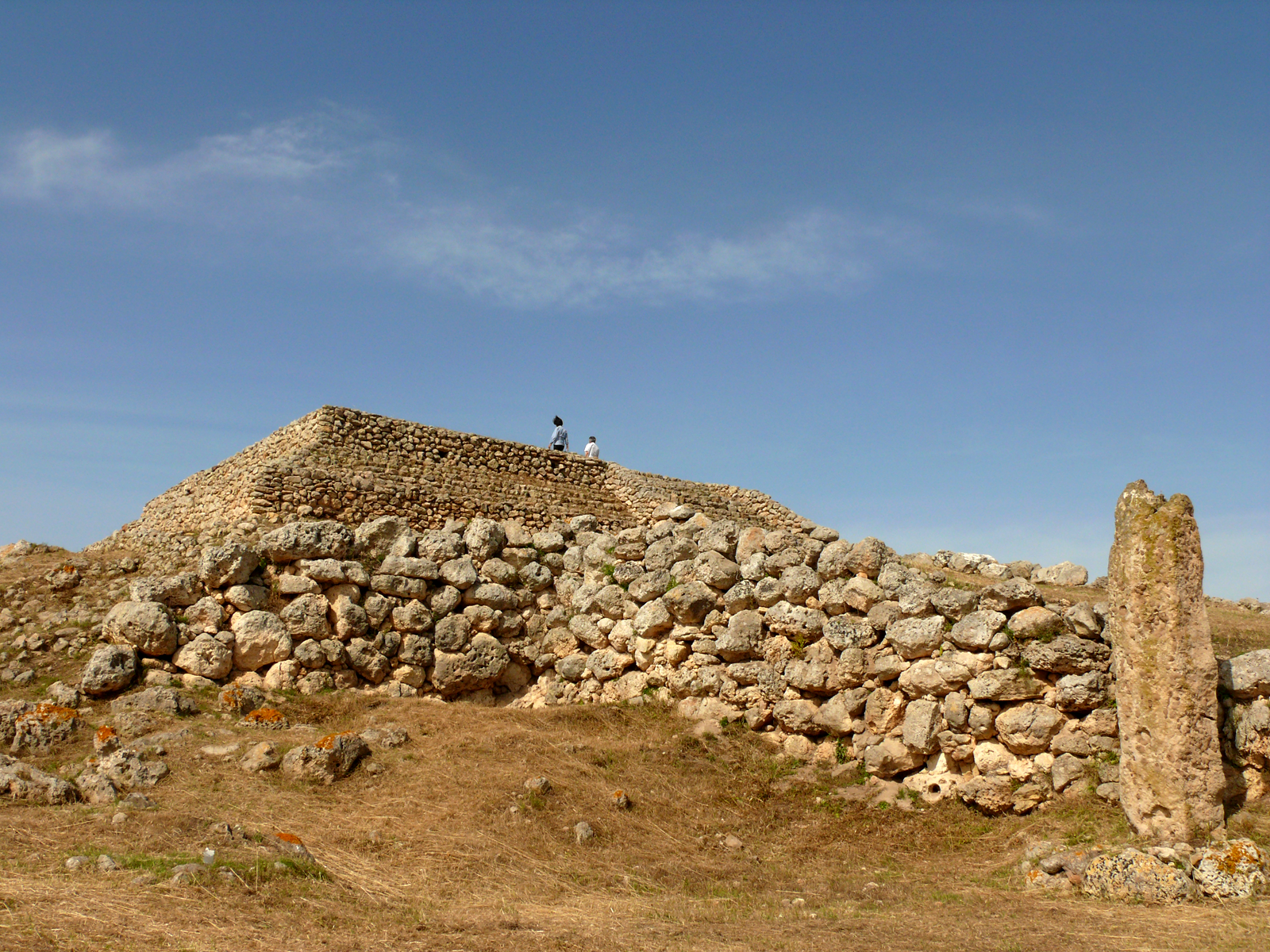
Алтарь и менгир Сардинского зиккурата (вид справа)

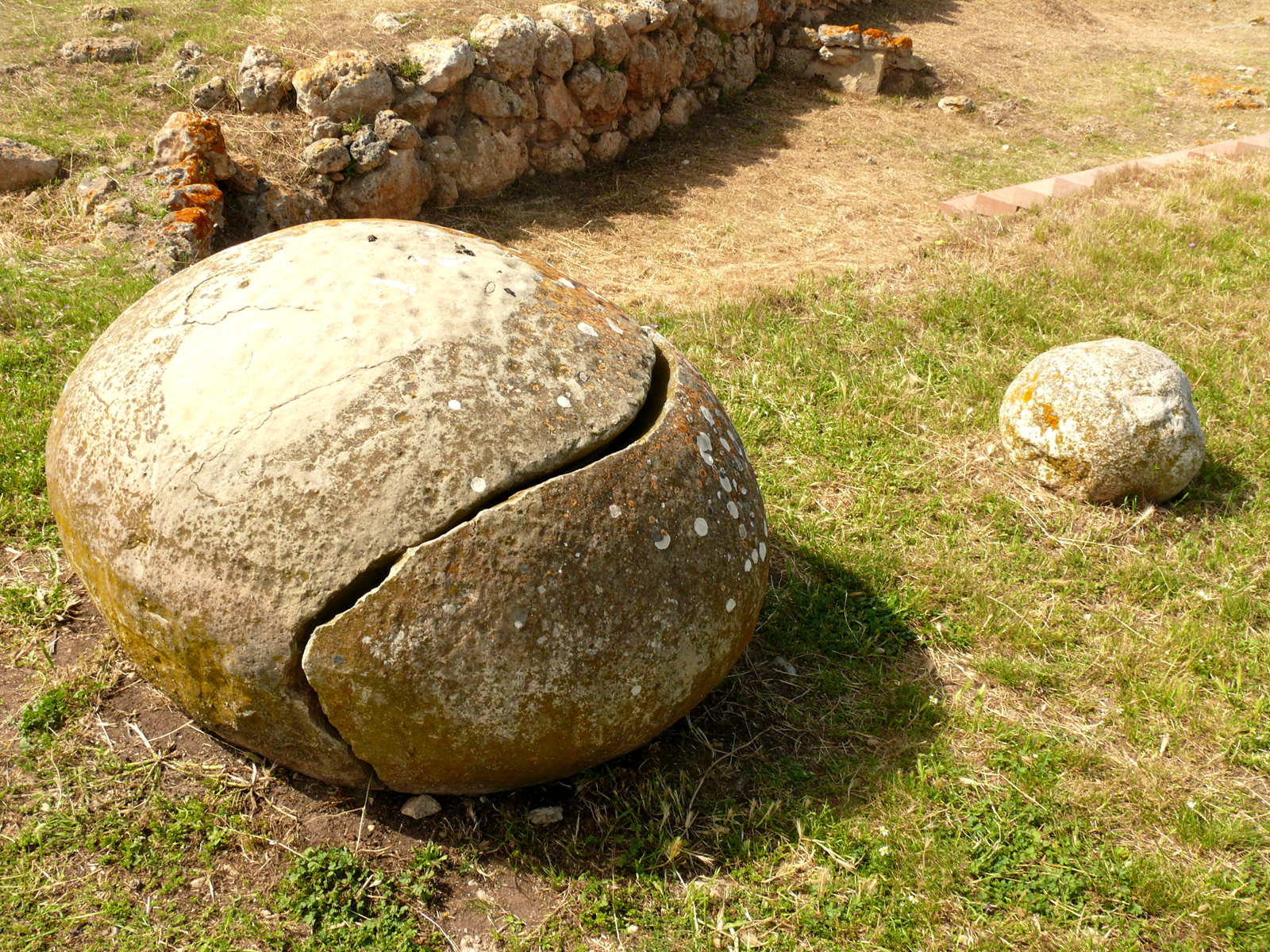
Сферические камни, возможно символизировавшие Солнце и Луну

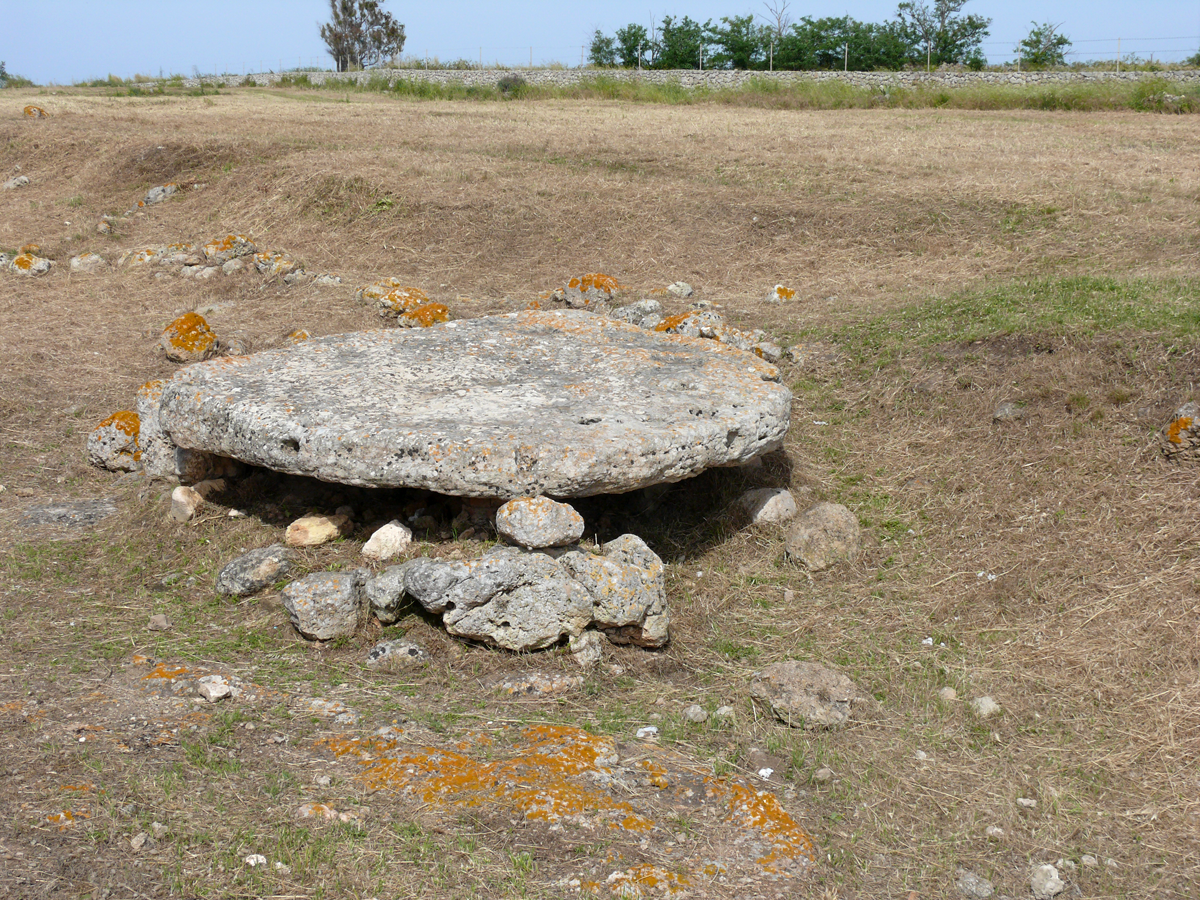
Бывший алтарь для жертвоприношений

Святилище в Монте д’Аккодди, (Monte d’Accoddi), за свою форму прозванное также зиккурат в Монте д’Аккодди или сардинский зиккурат — мегалитический памятник, обнаруженный в 1954 году около г. Сассари на Сардинии в 11 км от дороги на Порто-Торрес.

## История
Монумент, уникальный для Средиземноморья, был сооружён на Сардинии во второй половине 4 тысячелетия до н. э., в эпоху среднего неолита, представителями культуры Оциери, поддерживавшей связь с Восточным Средиземноморьем, в частности, с минойским Критом. Неоднократно достраивался. Последние пристройки к храму были сделаны в эпоху последующей культуры Абеальцу-Филигоса.
На самом раннем этапе в зоне данного памятника возникли несколько поселений культуры Оциери, состоящие из квадратных домов. К этим поселениям относился некрополь, состоявший из подземных могил типа «Домус-де-Джанас», а также, видимо, святилище, включавшее менгир, каменные плиты для жертвоприношений и каменные шары (вероятно, символизировавшие Солнце и Луну).
Позднее люди, также принадлежавшие к культуре Оциери, соорудили широкую приподнятую платформу в виде усечённой пирамиды 27×27 м высотой около 5,5 м. На платформе была сооружена прямоугольная площадка, ориентированная на юг, размером 12,50 м на 7,20 м, известная как «красный храм», где все поверхности были окрашены охрой; сохранились также следы жёлтой и чёрной краски.
В начале 3 тысячелетия до н. э. храм был покинут (к этому периоду относятся обнаруженные следы пожара). В таком разрушенном виде около 2800 г. до н. э. он был покрыт огромной насыпью из земли и камней, а также толчёного местного известняка. Таким образом была создана вторая платформа в виде усечённой пирамиды 36 м на 29 м, высотой около 10 м, к которой вела платформа длиной 41,80 м. Образовавшаяся структура по своему виду напоминает существовавшие в тот же период месопотамские зиккураты. Данную структуру относят к культуре Абеальцу-Филигоса.
Здание продолжало служить религиозным центром на протяжении многих столетий и было окончательно заброшено в эпоху бронзового века. Уже к 1800 г. до н. э. оно было полностью разрушено и использовалось только для погребений.
Во время Второй мировой войны была повреждена верхняя часть в связи с копкой траншей для установки противовоздушной батареи.
Археологические раскопки проводились под руководством Эрколе Конту (1954—1958) и Санто Тине (1979—1990).